# Alexandr Sergheevici Menșikov
Prințul Alexandr Sergheevici Menșikov (în limba rusă: Александр Сергеевич Меншиков) (26 august 1787, Moscova— 1 mai 1869,Berezov, Siberia ambele date sunt pe stil nou) a fost un comandant militar și om de stat rus, membru al înaltei nobilimi. A fost ridicat la gradul de general adjutant în 1817 și la cel de amiral în 1833.
Strănepot al lui Alexandr Danilovici Menșikov, Duce de Ingria, Alexandr a intrat în serviciul țarului ca atașat al ambasadei de la Viena în 1809. A ajuns un apropiat al împăratului Alexandru I și i-a fost alături acestuia în timpul campaniilor împotriva lui Napoleon Bonaparte. În 1817, Menșikov a fost numit Șeful (interimar) al Marelui Stat Major. În 1823, a fost transferat la ministerul afacerilor externe. Menșikov a reintrat în serviciul militar activ în 1824.
El a fost numit Șef al Statului Major al Marinei de către împăratul Nicolae I. Menșikov s-a distins în luptele de la Varna, iar în 1830 a devenit membru al Consiliului de Stat. În 1831 a fost numit în funcția de Guvernator General al Finlandei. Menșikov s-a ocupat foarte mult de problemele navale, dar a avut o influență proastă asupra dezvoltării Marinei Ruse, împiedicând progresul tehnic și pregătirea modernă de luptă a personalului.
În 1853, Menșikov a fost trimis în misiune specială la Constantinopol, iar, când a izbucnit războiul Crimeii, a fost numit comandant suprem pentru acțiunile terestre și navale. A comandat direct armata rusă în bătăliile de la Alma și de la Inkerman, remarcându-se prin incompetență și lipsă de talent militar. Pe 15 februarie 1855, a fost înlocuit la comandă de Prințul Gorciakov. Între decembrie 1855 și aprilie 1856, a deținut funcția de Guvernator General al Kronstadtului, după care s-a retras din viața publică activă. A murit la Sankt Peterburg în 1869.
Pentru el a fost creat titlul nobiliar de Prinț (Fuerst) al Finlandei, fiind primul și singurul care a avut acest rang.